# エルビト・サラバリア
エルビト・サラバリア（Erbito Salavarria、1946年1月20日 - ）は、フィリピンの元プロボクサー。マニラ出身。元WBC・WBA世界フライ級王者。

## 来歴
1963年にデビュー。1967年5月13日、リック・マグラモを12回判定に破りフィリピンのフライ級王座を獲得。同年10月14日にマグラモとの再戦に敗れタイトルを失うが、翌年8月17日に再びマグラモからタイトルを奪還した。1969年10月18日には中村剛への再度のチャレンジが実り、12回TKOで東洋フライ級王座を獲得している。
翌1970年12月7日、チャチャイ・チオノイの持つWBC世界フライ級王座に挑戦し、2回KO勝ちで世界王座を獲得した。翌1971年4月30日にマニラで行われた初防衛戦では、花形進の前進をストレートパンチで阻み、15回判定で勝利した。しかし、同年11月20日のベツリオ・ゴンザレスとの2度目の防衛戦でドーピングによる失格負けを宣せられ、王座を剥奪された。同王座は1972年6月3日に王座決定戦でゴンザレスが獲得した。
1973年2月9日、ゴンザレスから強打者ベニス・ボーコーソーの手に移ったWBC同王座に挑むが判定負け。
1975年4月1日、富山県で花形進のWBA世界フライ級王座に挑戦、2対1の判定で勝利、2度目の世界王座を獲得した。同年10月17日、花形を再び僅差の判定に退け、初防衛に成功したものの、1976年2月27日、アルフォンソ・ロペスに15回判定で敗れて2度目の防衛に失敗、王座から陥落した。